# Bart Howard

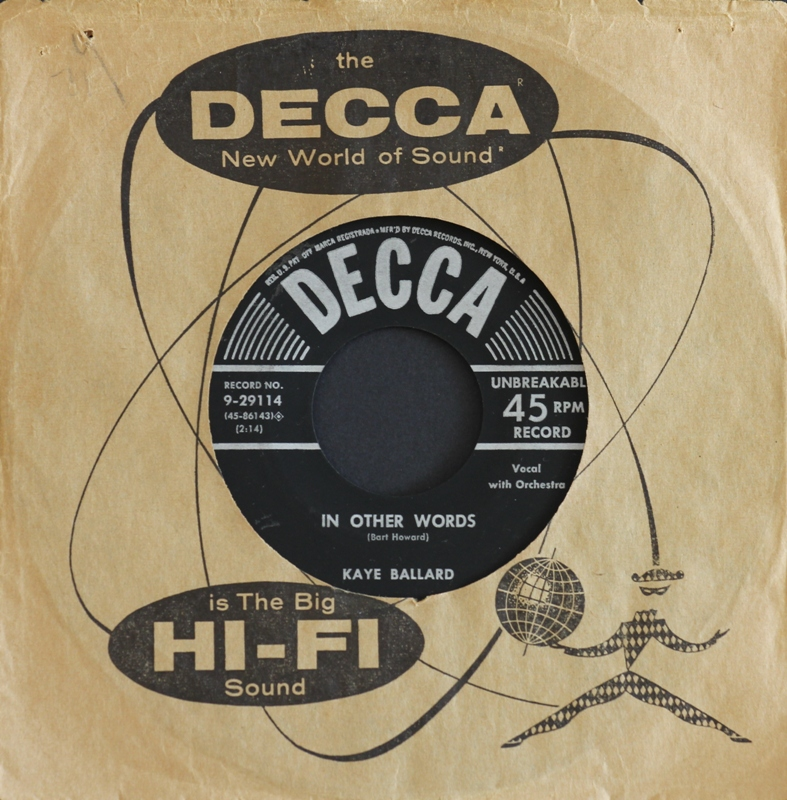
El sencillo "In Other Words" interpretada por Kaye Ballard (1954).

Bart Howard (nacido como Howard Joseph Gustafson) (Burlington, Iowa, Estados Unidos, 1 de junio de 1915 — Carmel, Nueva York, Estados Unidos, 21 de febrero del 2004) fue un compositor y escritor estadounidense. Compuso el famoso tema de jazz Fly me to the Moon, que ha sido interpretado, entre otros, por Frank Sinatra, Ella Fitzgerald, Nancy Wilson, Della Reese, Astrud Gilberto y Utada Hikaru.
Howard dejó su hogar a los 16 años, para convertirse en pianista de orquesta de baile. En 1934 viajó a Los Ángeles, esperando escribir música para películas, pero terminó como músico de la imitadora Rae Bourbon. En 1937, viajó a Nueva York para trabajar con la imitadora y humorista Elizabeth Talbot-Martin. La primera en cantar una de sus composiciones fue Mabel Mercer, quien interpretó If you Leave Paris.
Luego de ser músico del Ejército desde 1941 hasta 1945, trabajó como pianista en Spivy's Roof, un cabaret neoyorquino, hasta que Mercer lo contrató para acompañarla en el Tony's West Side. Entre 1951 y 1959 fue maestro de ceremonias y pianista de entreactos en el club nocturno Blue Angel, de Manhattan.
La canción más conocida de Howard se titulaba inicialmente In other Words. La interpretó por primera vez en 1954 la cantante de cabaret Felicia Sanders. Posteriormente, la cantante Peggy Lee llevó el tema a la popularidad en "El Show de Ed Sullivan" en 1960, y se convirtió en un gran éxito en la versión instrumental estilo bossa nova de 1962 de Joe Harnell.
Otros temas de Howard son "Let me Love you", y "Don't dream of anybody but me" (con música de Neal Hefti). Portia Nelson, su musa de los años cincuenta, grabó un álbum completo con sus canciones en 1956.
- Datos: Q809196